# Мортон, Лаклан
Ла́клан Дэ́вид Мо́ртон (англ. Lachlan David Morton; род. 2 января 1992 в Порт-Маккуори, штат Новый Южный Уэльс, Австралия) —  австралийский профессиональный  шоссейный велогонщик, выступающий c 2019 года за команду мирового тура «EF Pro Cycling».

## Достижения
2009
5-й Чемпионат Австралии — Индивидуальная гонка
2010
1-й  - Tour de l'Abitibi  (юниоры)- Генеральная классификация
1-й - Этап 4
7-й - Тур Юты  - Генеральная классификация
2011
2-й - Cascade Cycling Classic  - Генеральная классификация
3-й - Тур Гилы  - Генеральная классификация
6-й - Тур Лангкави  - Генеральная классификация
2012
6-й - Тур Гваделупы  - Генеральная классификация
1-й  - Молодёжная классификация
8-й - Джиро-делла-Валле-д'Аоста  - Генеральная классификация
2013
5-й - США Про Сайклинг Челлендж  - Генеральная классификация
1-й  - Молодёжная классификация
Тур Юты
1-й  - Молодёжная классификация
1-й - Этап 3
2015
5-й - США Про Сайклинг Челлендж  - Генеральная классификация
9-й - Тур де Бос  - Генеральная классификация
10-й - Тур Юты  - Генеральная классификация
2016
1-й  - Тур Юты - Генеральная классификация
1-й - Этапы 3 и 7
1-й  - Тур Гилы - Генеральная классификация
1-й - Этап 1
1-й - Этап 4 Тур Хоккайдо
4-й - Тур де Бос  - Генеральная классификация
2017
7-й - Тур Калифорнии  - Генеральная классификация
1-й  - Молодёжная классификация
8-й - Тур Омана  - Генеральная классификация
2018
9-й Koppenberg

## Статистика выступлений

### Гранд-туры
| Гонка           | 2017 |
| --------------- | ---- |
| Джиро д'Италия  | —    |
| Тур де Франс    | —    |
| Вуэльта Испании | 90   |

| —  | Не участвовал  |
| НФ | Не финишировал |